# What Makes a Man
What Makes a Man (en español: «Lo que hace a un hombre»)  es una canción interpretada por la boy band irlandesa Westlife, incluida en su segundo álbum de estudio Coast to Coast (2000), publicada como el tercer sencillo de dicho álbum bajo los sellos discográficos RCA Records y BMG Music el 20 de noviembre de 2000 en el Reino Unido e Irlanda. Fue su primer sencillo en no llegar al número uno en los charts de Reino Unido.
La canción fue el 39.º sencillo mejor vendido en el 2000 en Reino Unido y recibió la certificación de oro por vender más de 400 000 copias.

## Listado

### CD1
1. «What Makes a Man» (Sencillo Remix)
2. «I'll Be There»
3. «My Girl»

### CD2
1. «What Makes a Man» (Sencillo Remix)
2. «I'll Be There»
3. «What Becomes of the Brokenhearted»

## Posicionamiento
| Lista    | Mejor Posición |
| -------- | -------------- |
| Irlanda  | 2              |
| R. Unido | 2              |